# Poloka
Poloka est une ville du Botswana.